# Heodes paucipuncta
Heodes paucipuncta är en fjärilsart som beskrevs av Courvoisier 1911. Heodes paucipuncta ingår i släktet Heodes och familjen juvelvingar. Inga underarter finns listade i Catalogue of Life.